# Sant Esteve de Palautordera
Sant Esteve de Palautordera är en kommun i Spanien.   Den ligger i provinsen Província de Barcelona och regionen Katalonien, i den östra delen av landet, 500 km öster om huvudstaden Madrid. Antalet invånare är 2 555. Arean är 10,6 kvadratkilometer. Sant Esteve de Palautordera gränsar till Fogars de Montclús, Santa Maria de Palautordera och Sant Pere de Vilamajor. 
Terrängen i Sant Esteve de Palautordera är platt åt sydost, men åt nordväst är den kuperad.